# Phytomyza flavicornis
Phytomyza flavicornis este o specie de muște din genul Phytomyza, familia Agromyzidae, descrisă de Fallen în anul 1823. Conform Catalogue of Life specia Phytomyza flavicornis nu are subspecii cunoscute.